# Doron de Beaufort
Doron de Beaufort – rzeka we Francji, przepływająca przez teren departamentu Sabaudia, o długości 24,1 km. Stanowi lewy dopływ rzeki Arly. 
Rzeka w całości płynie na terenie departamentu Sabaudia, na obszarze masywu Beaufortain. Swój początek ma w sztucznym jeziorze Roselend na terenie gminy Beaufort. Płynie na ogół w kierunku zachodnim. Posiada wiele dopływów. Uchodzi do Arly w miejscowości Pallud.
Przepływa przez terytorium czterech gmin: Beaufort (źródło), Villard-sur-Doron, Venthon oraz Pallud (ujście).